# AUTOSAR
AUTOSAR (AUTomotive Open System ARchitecture) er en åben og standardiseret køretøjs-software arkitektur, udviklet i fællesskab af bilproducenter, leverandører og værktøjssælgere. AUTOSAR er et partnerskab af bil OEMs, leverandører og værktøjssælgere hvis mål er at skabe og etablere åbne standarder for bil E/E (Elektrisk/Elektronik) arkitekturer, som vil yde en grundlæggende infrastruktur til at assistere med udvikling af vogn software, brugergrænseflader og forvaltning for alle applikationdomæner. Dette omfatter standardiseringen af grundlæggende systemfunktioner, skalabilitet til forskellige vogn- og platforms-varianter, kommunikation gennem datanet, integration fra flere leverandører, vedligeholdelse gennem hele produkt livscyklussen og softwareopdateringer og opgraderinger over køretøjets livscyklus som en af de centrale mål.

## Medlemmer
Der er fire typer af AUTOSAR medlemskab:
- Kerne (grundlægger) medlemmer
- Premium medlemmer
- Associate medlemmer
- Udviklingsmedlemmer

Kerne medlemmer omfatter: Stellantis NV, Toyota Motor Corporation, Volkswagen, BMW Group, Daimler AG, Ford Motor Company, Opel, og bildels leverandører Bosch, Continental AG og Siemens VDO (nu Continental AG). 
Der er totalt set 35 organisationsmedlemmer per september 2005.

## Implementører
Ifølge AUTOSAR-paradigmet "Fælles standard, samtidige implementationer", tilbyder flere software leverandører software-implementationer efter AUTOSAR-standarden. Nogle af disse AUTOSAR-standard software leverandører er:
| Implementør                                                   | BSW/MCAL Implementation                                                        | BSW Configurator                                                          | RTE Generator                                                             | System Tooling                                                                    | Licens |
| ------------------------------------------------------------- | ------------------------------------------------------------------------------ | ------------------------------------------------------------------------- | ------------------------------------------------------------------------- | --------------------------------------------------------------------------------- | --- |
| ArcCore Arkiveret 2. juli 2012 hos Wayback Machine            | Arctic Core - Open source AUTOSAR Arkiveret 14. april 2012 hos Wayback Machine | Arctic Studio / BSW Builder Arkiveret 14. august 2012 hos Wayback Machine | Arctic Studio / RTE Builder Arkiveret 14. august 2012 hos Wayback Machine | Arctic Studio / Extract Builder Arkiveret 14. august 2012 hos Wayback Machine     | GPL (Arctic Core and base version of Arctic Studio) / Kommercielle licenser tilgængelig for alle produkter |
| Bosch                                                         | CUBAS, iSolar (Webside ikke længere tilgængelig)                               | CUBAS, iSolar (Webside ikke længere tilgængelig)                          | CUBAS, iSolar (Webside ikke længere tilgængelig)                          | Ukendt                                                                            | Kommerciel                                                                                                 |
| Continental Engineering Services                              | Ja                                                                             | Ja                                                                        | Ja                                                                        | Ja                                                                                | Kommerciel                                                                                                 |
| dSPACE                                                        | Nej                                                                            | Nej                                                                       | SystemDesk RTE Generator Arkiveret 23. juli 2012 hos Wayback Machine      | SystemDesk Arkiveret 23. juli 2012 hos Wayback Machine                            | Kommerciel                                                                                                 |
| Elektrobit                                                    | EB tresos AutoCore Arkiveret 14. august 2011 hos Wayback Machine               | EB tresos Studio Arkiveret 14. august 2011 hos Wayback Machine            | EB tresos Studio Arkiveret 14. august 2011 hos Wayback Machine            | Nej                                                                               | Kommerciel                                                                                                 |
| ETAS                                                          | Nej                                                                            | Nej                                                                       | RTA Arkiveret 7. juli 2012 hos Wayback Machine                            | Ukendt                                                                            | Kommerciel                                                                                                 |
| Freescale Arkiveret 15. januar 2013 hos Wayback Machine       | Ja Arkiveret 16. marts 2012 hos Wayback Machine                                | Nej                                                                       | Ja Arkiveret 16. marts 2012 hos Wayback Machine                           | Ukendt                                                                            | Kommerciel                                                                                                 |
| Dassault Systèmes Arkiveret 29. juni 2012 hos Wayback Machine | Nej                                                                            | GCE Arkiveret 29. juni 2012 hos Wayback Machine                           | RTEG Arkiveret 29. juni 2012 hos Wayback Machine                          | AAT Arkiveret 29. juni 2012 hos Wayback Machine                                   | Kommerciel                                                                                                 |
| KPIT Cummins Infosystems Limited                              | Ja Arkiveret 18. juni 2012 hos Wayback Machine                                 | ECU Spectrum Toolchain Arkiveret 18. juni 2012 hos Wayback Machine        | ECU Spectrum Toolchain Arkiveret 18. juni 2012 hos Wayback Machine        | ECU Spectrum Toolchain Arkiveret 18. juni 2012 hos Wayback Machine                | Kommerciel                                                                                                 |
| Mecel                                                         | Ja Arkiveret 6. oktober 2011 hos Wayback Machine                               | Ja Arkiveret 6. oktober 2011 hos Wayback Machine                          | Ja Arkiveret 6. oktober 2011 hos Wayback Machine                          | Ukendt                                                                            | Kommerciel                                                                                                 |
| Mentor Graphics Arkiveret 16. juli 2012 hos Wayback Machine   | Volcano VSTAR Arkiveret 6. juli 2012 hos Wayback Machine                       | Volcano VSTAR Arkiveret 6. juli 2012 hos Wayback Machine                  | Volcano VSTAR Arkiveret 6. juli 2012 hos Wayback Machine                  | Volcano Vehicle Systems Architect Arkiveret 1. september 2012 hos Wayback Machine | Kommerciel                                                                                                 |
| OpenSynergy Arkiveret 22. august 2012 hos Wayback Machine     | COQOS Arkiveret 19. juli 2012 hos Wayback Machine (Kun OS og BSW Scheduler)    | COQOS Arkiveret 19. juli 2012 hos Wayback Machine                         | COQOS Arkiveret 19. juli 2012 hos Wayback Machine                         | Nej                                                                               | Kommerciel                                                                                                 |
| pulse-AR Arkiveret 12. august 2012 hos Wayback Machine        | Ikke endnu                                                                     | Ikke endnu                                                                | Ikke endnu                                                                | Ikke endnu                                                                        | Ukendt |
| Renesas Electronics                                           | Ja Arkiveret 20. juli 2011 hos Wayback Machine                                 | Nej                                                                       | Nej                                                                       | Nej                                                                               | Kommerciel                                                                                                 |
| see4sys                                                       | Ja Arkiveret 27. juli 2014 hos Wayback Machine                                 | Ja Arkiveret 27. juli 2014 hos Wayback Machine                            | Ja Arkiveret 27. juli 2014 hos Wayback Machine                            | ECU-Designer Arkiveret 27. juli 2014 hos Wayback Machine                          | Kommerciel                                                                                                 |
| Vector Informatik GmbH                                        | MICROSAR                                                                       | DaVinci Configurator Pro                                                  | MICROSAR Rte Generator                                                    | DaVinci Developer / DaVinci System Architect                                      | Kommerciel                                                                                                 |

## Kritik

### Timing
AUTOSAR mangler information om timing krav i dets meta-model.

### For meget standard
Under processen med at skabe standarden, har mange deltagere – OEMs såvel som lag-et selskaber – lobbyet og har fået funktioner og elementer etableret som en del af standarden som ikke alle medlemmer af Autosar konsortium var interesserede i. Dette har blæst standardens definition op på bekostning af klarheden. Konsekvensen vil være at mange leverandører kun tilbyder implementation af forskellige delmængder af standard definitionen.